# Yosuke Ikehata
Yosuke Ikehata (池端 陽介 Ikehata Yosuke?, nacido el 7 de junio de 1979 en Shizuoka) es un exfutbolista japonés. Jugaba de defensa y su último club fue el Kataller Toyama de Japón.

## Trayectoria

### Clubes
| Club                | País  | Año         |
| ------------------- | ----- | ----------- |
| Sanfrecce Hiroshima | Japón | 1998 - 1999 |
| Verdy Kawasaki      | Japón | 2000        |
| Oita Trinita        | Japón | 2001        |
| Ventforet Kofu      | Japón | 2002 - 2010 |
| Kataller Toyama     | Japón | 2011 - 2015 |

## Estadística de carrera

### J. League
| Club                | Año   | J. League | J. League | Copa J. League | Copa J. League | Total | Total |
| Club                | Año   | Part.     | Goles     | Part.          | Goles          | Part. | Goles |
| ------------------- | ----- | --------- | --------- | -------------- | -------------- | ----- | ----- |
| Sanfrecce Hiroshima | 1998  | 4         | 0         | 0              | 0              | 4     | 0     |
| Sanfrecce Hiroshima | 1999  | 0         | 0         | 1              | 0              | 1     | 0     |
| Verdy Kawasaki      | 2000  | 4         | 0         | 1              | 1              | 5     | 1     |
| Oita Trinita        | 2001  | 24        | 0         | 2              | 0              | 26    | 0     |
| Ventforet Kofu      | 2002  | 36        | 1         | -              | -              | 36    | 1     |
| Ventforet Kofu      | 2003  | 37        | 2         | -              | -              | 37    | 2     |
| Ventforet Kofu      | 2004  | 36        | 0         | -              | -              | 36    | 0     |
| Ventforet Kofu      | 2005  | 27        | 1         | -              | -              | 27    | 1     |
| Ventforet Kofu      | 2006  | 3         | 0         | 1              | 0              | 4     | 0     |
| Ventforet Kofu      | 2007  | 19        | 0         | 3              | 0              | 22    | 0     |
| Ventforet Kofu      | 2008  | 28        | 0         | -              | -              | 28    | 0     |
| Ventforet Kofu      | 2009  | 29        | 3         | -              | -              | 29    | 3     |
| Ventforet Kofu      | 2010  | 2         | 0         | -              | -              | 2     | 0     |
| Kataller Toyama     | 2011  | 26        | 0         | -              | -              | 26    | 0     |
| Kataller Toyama     | 2012  | 29        | 0         | -              | -              | 29    | 0     |
| Kataller Toyama     | 2013  | 22        | 0         | -              | -              | 22    | 0     |
| Kataller Toyama     | 2014  | 13        | 0         | -              | -              | 13    | 0     |
| Kataller Toyama     | 2015  | 7         | 0         | -              | -              | 7     | 0     |
| Total               | Total | 346       | 7         | 8              | 1              | 354   | 8     |